# Ingeborg Eriksdatter
Ingeborg Eriksdatter de Dinamarca (c. 1244 - Bergen, 26 de marzo de 1287) fue una princesa de Dinamarca y reina de Noruega como la esposa de Magnus VI. Era hija del rey Erico IV de Dinamarca y de su esposa, Juta de Sajonia. 
En 1250 su padre fue asesinado por sus adversarios políticos. Desde 1260, el rey Haakon IV de Noruega consideró a la joven Ingeborg como posible esposa de su hijo, Magnus. El pretendiente se presentó primero ante el duque Alberto de Sajonia, abuelo de la princesa, y al año siguiente ante los tutores daneses.
Ingeborg fue llevada de Dinamarca a Noruega por una comitiva de nobles noruegos en 1261, sin contar con el consentimiento del rey Abel I de Dinamarca, quien posiblemente tenía en mente casar a la joven con uno de los hijos de Birger jarl, el regente de Suecia.
La boda se celebró en Bergen, entonces la ciudad más importante de Noruega, el 14 de septiembre de 1261.
Poco se sabe de la vida de Ingeborg, entre otras cosas, que entabló una buena relación con el escritor islandés Sturla Þórðarson, quien destacaría en la corte por su saga Huldar, y posteriormente escribiría una sobre la vida del rey Magnus VI. Por causa de la herencia danesa de la reina, Noruega y Dinamarca se enfrascaron en una serie de desencuentros.
Ingeborg enviudó en 1280, y en los siete años que sobrevivió a su marido, tuvo un lugar en el gobierno, también en parte por la corta edad del nuevo rey, su hijo Erico II. En ese tiempo prestó un importante apoyo al barón Alv Erlingsson, quien mantuvo intensas actividades de piratería contra buques de Dinamarca y de la Liga Hanseática.

## Familia
Tuvo cuatro hijos varones en su matrimonio con Magnus VI de Noruega:
- Olaf (1262-1267).
- Magnus (fallecido en 1264)
- Erico II(1268-1299): rey de Noruega.
- Haakon V (1270-1319): rey de Noruega.